# العلاقات البوروندية المصرية
العلاقات البوروندية المصرية هي العلاقات الثنائية التي تجمع بين بوروندي ومصر.

## مقارنة بين البلدين
هذه مقارنة عامة ومرجعية للدولتين:
| وجه المقارنة                                              | بوروندي                                    | مصر           |
| --------------------------------------------------------- | ------------------------------------------ | ------------- |
| المساحة (كم2)                                             | 27.83 ألف                                  | 1.01 مليون    |
| عدد السكان (نسمة)                                         | 10.86 مليون                                | 94.80 مليون   |
| الكثافة السكانية (ن./كم²)                                 | 390.23                                     | 93.86         |
| العاصمة                                                   | بوجومبورا، جيتيغا                          | القاهرة       |
| اللغة الرسمية                                             | اللغة الكيروندية، لغة فرنسية، لغة إنجليزية | اللغة العربية |
| العملة                                                    | فرنك بوروندي                               | جنيه مصري     |
| الناتج المحلي الإجمالي (بليون دولار)                      | 3.48 مليار                                 | 235.37 مليار  |
| الناتج المحلي الإجمالي (تعادل القوة الشرائية) بليون دولار | 8.13 مليار                                 | 998.67 مليار  |
| الناتج المحلي الإجمالي الاسمي للفرد دولار أمريكي          | 277                                        | 3.61 ألف      |
| الناتج المحلي الإجمالي للفرد دولار أمريكي                 | 77                                         |               |
| مؤشر التنمية البشرية                                      | 0.400                                      | 0.690         |
| رمز المكالمات الدولي                                      | +257                                       | +20           |
| رمز الإنترنت                                              | .bi                                        | .eg، .مصر     |
| المنطقة الزمنية                                           | ت ع م+02:00                                | ت ع م+02:00   |

## منظمات دولية مشتركة
يشترك البلدان في عضوية مجموعة من المنظمات الدولية، منها:
| علم المنظمة | اسم المنظمة                                                | تاريخ انضمام بوروندي | تاريخ انضمام مصر |
| ----------- | ---------------------------------------------------------- | -------------------- | ---------------- |
|             | مؤسسة التنمية الدولية                                      | 28 سبتمبر 1963       | 26 أكتوبر 1960   |
|             | يونسكو                                                     | 16 نوفمبر 1962       | 22 يناير 1947    |
|             | وكالة ضمان الاستثمار متعدد الأطراف                         | 10 مارس 1998         | 12 أبريل 1988    |
|             | الأمم المتحدة                                              | 18 سبتمبر 1962       | 24 أكتوبر 1945   |
|             | العملية المشتركة للاتحاد الأفريقي والأمم المتحدة في دارفور | ?                    | 31 يوليو 2007    |
|             | الاتحاد البريدي العالمي                                    | ?                    | ?                |
|             | البنك الدولي للإنشاء والتعمير                              | 28 سبتمبر 1963       | 27 ديسمبر 1945   |
|             | الاتحاد الدولي للاتصالات                                   | 16 فبراير 1963       | 9 ديسمبر 1876    |
|             | مؤسسة التمويل الدولية                                      | 28 نوفمبر 1979       | 20 يوليو 1956    |
|             | المركز الدولي لتسوية المنازعات الاستشارية                  | 5 ديسمبر 1969        | 2 يونيو 1972     |
|             | منظمة التجارة العالمية                                     | 23 يوليو 1995        | 30 يونيو 1995    |
|             | منظمة الشرطة الجنائية الدولية                              | ?                    | 7 سبتمبر 1923    |
|             | الاتحاد الأفريقي                                           | 25 مايو 1963         | 9 يوليو 2002     |
|             | البنك الإفريقي للتنمية                                     | ?                    | 10 سبتمبر 1964   |

## وصلات خارجية
- موقع وزارة الخارجية المصرية